# Manuel Hedilla
Manuel Hedilla Larrey (Cantábria, 18 de julho de 1902 — Madrid, 4 de fevereiro de 1970) foi uma figura política Espanhola que foi um dos principais membros da Falange e um dos primeiros rivais pelo poder contra Francisco Franco. Ele era mecânico de ofício.

## Vida inicial
Hedilla nasceu em uma aldeia na Cantábria onde o seu pai que era funcionário público morreu quando Hedilla ainda era um menino. Ele foi educado em escolas Católicas Romanas em Bilbao antes de começar um aprendizado como trabalhador do estaleiro, uma rota que levou ao desemprego pois a indústria naval da Espanha estava em declínio terminal. Sob o governo de Miguel Primo de Rivera, ele voltou a trabalhar em um projeto de construção de estradas, embora estivesse novamente desempregado após o colapso desse regime. Ele mudou-se para Madrid para montar a sua própria garagem, embora o negócio fosse um fracasso.

## Envolvimento Falangista
Em Madrid, Hedilla assumiu um emprego como engenheiro em uma cooperativa de fazendas católicas e enquanto estava envolvido, juntou-se à ala Tradicionalista da Falange. Hedilla foi um membro original da Falange e um colaborador próximo de José António Primo de Rivera, que durante os primeiros estágios da Guerra Civil Espanhola foi reconhecido como o líder das chamadas "Camisas Antigas". De fato, imediatamente após a morte de Primo de Rivera ele foi brevemente líder nominal da Falange antes que Franco rapidamente estabelecesse o controle total do movimento para si mesmo.

## Confronto com Franco
Embora fosse nominalmente o líder Falangista em Santander, Hedilla estava baseado na Corunha quando a revolta do norte começou. Ele então encarregou-se de proteger esta cidade e foi responsável pelas sangrentas repressões. Apesar disso, Hedilla, que estava na ala esquerda da Falange e enfatizou a natureza proletária e sindicalista do movimento, logo se tornou um crítico da violência indiscriminada perpetrada pelos Nacionalistas. Após a morte de José António Primo de Rivera, Hedilla foi nomeado seu sucessor, mas ele logo esteve no centro de uma luta de poder entre ele e os legitimistas liderados por Agustín Aznar e Sancho Dávila y Fernández de Celis. A posição pró-social de Hedilla ganhou o apoio do embaixador Alemão General Wilhelm Faupel e, embora Hedilla não estivesse diretamente envolvido, seus seguidores tomaram a iniciativa em Salamanca em 16 de Abril de 1937 tentando obter o controle do quartel-general Falangista do líder direitista Sancho Dávila.
No rescaldo do evento, Hedilla garantiu sua própria liderança da Falange dois dias depois, embora seu triunfo tenha sido de curta duração quando Franco verificou seu poder ao anunciar imediatamente a formação da Falange Tradicionalista Espanhola das Assembléias da Ofensiva Nacional-Sindicalista como um grande partido de todos os seus seguidores, incluindo os seguidores de Hedilla. Os problemas foram agravados quando o aliado próximo de Hedilla, José Sáinz Nothnagel, enviou um telegrama aos líderes Falangistas dizendo-lhes para ignorar todas as ordens de fusão além daquelas entregues "através de canais hierárquicos apropriados". Embora a mensagem fosse vaga sobre o que os canais apropriados realmente significavam foi tomada por Franco e seus apoiantes como um aviso de que apenas Hedilla deveria ser obedecido e, assim, aumentou a tensão. Acreditando que o seu poder seria aumentado mantendo a independência Falangista, Hedilla recusou juntar-se ao conselho do novo movimento. No entanto, ele sobrestimou o seu poder e foi preso em 25 de Abril e sentenciado à morte no mês seguinte. No entanto, a conselho de Ramón Serrano Súñer, que temia perder a Falange, a sentença foi comutada para prisão perpétua mas Hedilla só serviria quatro anos. Consciente da necessidade de manter os Falangistas em jogo, Franco nomeou outra "Velha Camisa", Raimundo Fernández-Cuesta, como líder do Movimento.

## Controvérsia da Autobiografia
Um episódio controverso surgiu perto do fim de sua vida, quando Hedilla contratou o jornalista pró-Falange Maximiano Garcia Venero para escrever as suas memórias. O volume que eles produziram deu uma interpretação um pouco crítica de Franco durante a guerra civil e, sob pressão do governo, Hedilla decidiu-se contra a sua publicação. Garcia Venero em seguida procurou ter o volume publicado fora da Espanha pelo esquerdista Ruedo Ibérico, uma editora controlada pela Frente Patriótica Revolucionária Antifascista (FRAP) e o livro apareceu em 1967 sob o título La Falange en la guerra de España: la Unificación y Hedilla. No entanto, dado que a editora era declaradamente esquerdista, um volume de Herbert R. Southworth, altamente crítico de Hedilla, apareceu simultaneamente. Com Garcia Venero fora do assunto, Hedilla entrou com uma ação judicial e Southworth publicou um novo livro na Espanha em 1970, muito mais crítico de Hedilla. Por volta de 1972, os herdeiros de Hedilla, que ganharam a propriedade dos manuscritos originais no caso, puderam publicá-lo e outros escritos sob o título Testamento político de Manuel Hedilla.